# Mugilogobius
Mugilogobius es un género de peces de la familia Gobiidae. Viven en agua dulce y salada de la región Indo-Pacífico. Varias de las especies de agua dulce tienen distribuciones altamente restringidas. 

## Especies
Hay 32 especies reconocidas en este género:
- Mugilogobius abei D. S. Jordan & Snyder, 1901 (Abe's mangrove goby)[2]
- Mugilogobius adeia Larson & Kottelat, 1992
- Mugilogobius amadi M. C. W. Weber, 1913
- Mugilogobius cagayanensis Aurich, 1938
- Mugilogobius cavifrons M. C. W. Weber, 1909
- Mugilogobius chulae H. M. Smith, 1932
- Mugilogobius durbanensis Barnard, 1927
- Mugilogobius fasciatus Larson, 2001
- Mugilogobius filifer Larson, 2001
- Mugilogobius fusca Herre, 1940
- Mugilogobius fusculus Nichols, 1951
- Mugilogobius hitam Larson, Geiger, Hadiaty & Herder, 2014 (Black towuti goby)[3]
- Mugilogobius karatunensis Aurich, 1938
- Mugilogobius latifrons Boulenger, 1897
- Mugilogobius lepidotus Larson, 2001
- Mugilogobius littoralis Larson, 2001
- Mugilogobius mertoni Weber, 1911
- Mugilogobius myxodermus Herre, 1935
- Mugilogobius notospilus Günther, 1877
- Mugilogobius nuicocensis V. H. Nguyễn & V. B. Vo, 2005
- Mugilogobius paludis Whitley, 1930
- Mugilogobius platynotus Günther, 1861
- Mugilogobius platystomus Günther, 1872
- Mugilogobius rambaiae H. M. Smith, 1945
- Mugilogobius rexi Larson, 2001
- Mugilogobius rivulus Larson, 2001
- Mugilogobius sarasinorum Boulenger, 1897
- Mugilogobius stigmaticus De Vis, 1884
- Mugilogobius tagala Herre, 1927
- Mugilogobius tigrinus Larson, 2001
- Mugilogobius wilsoni Larson, 2001
- Mugilogobius zebra Aurich, 1938